# Luisa Cunha
Luisa Cunha (Lisboa, 1949), é uma pintora e artista plástica portuguesa que em 2021 ganhou o Grande Prémio Fundação EDP Arte. 

## Biografia
Luisa Cunha nasceu na capital portuguesa e 1949. 
Estudou na Faculdade de Letras da Universidade de Lisboa onde fez a licenciattura em Filologia Germânica, em 1972. 
O seu percurso como artista inicia-se aos 37, ao fazer o curso de escultura, em 1994, no AR.CO - Centro de Arte e Comunicação Visual, no qual irá trabalhar como professora até 1997. 
Obras suas podem ser encontradas em várias colecções, nomeadamente na da Fundação de Serralves, da Fundação Calouste Gulbenkian, na Colecção António Cachola que se encontra no Museu de Arte Contemporânea de Elvas, entre outras. 

## Prémios e Reconhecimento
Em 2021, foi galardoada com o Grande Prémio Fundação EDP Arte, pelo seu pioneirismo, multidisciplinariedade, originalidade e a forma de como o seu trabalho tem influenciado as gerações mais novas. 
Foi uma da artistas portuguesas homenageadas pela exposição Tudo O Que Eu Quero, do Museu Calouste Gulbenkian, que fez parte da programação cultural da Presidência Portuguesa do Conselho da União Europeia, em 2021. 
Foi a Artista do Mês, no projecto "Studio visits", inserido na 34ª Bienal de São Paulo que contou com o apoio do Governo Português, da Direcção-Geral das Artes (DGARTES) e da Fundação Calouste Gulbenkian.
Foi vencedora do prémio AICA 2022 de Artes Visuais pela exposição “Partitura #4”, exposta na Galeria Miguel Nabinho e pela intervenção no espaço “Gabinete”, no MAAT, com a peça “Não”.

## Ligações Externas
- Escola das Artes - Universidade Católica Portuguesa do Porto | Luisa Cunha: O som pode ser um objecto (2021)
- Arts and Culture Google | Obra de Luisa Cunha